# Хашбаатарин Цагаанбаатар
Хашбаатарин Цагаанбаатар  (монг. Хашбаатарын Цагаанбаатар, 19 березня 1984) — монгольський дзюдоїст, олімпійський медаліст.

## Виступи на Олімпіадах
| Олімпіада  | Дисципліна                | Місце |
| ---------- | ------------------------- | ----- |
| Афіни 2004 | дзюдо, надлегка категорія | 3T    |
| Пекін 2008 | дзюдо, надлегка категорія | 21T   |